# كونسيويلو سيلفا
كونسيويلو سيلفا (بالإنجليزية: Consuelo Silva)‏ هي مغنية أمريكية، ولدت في 5 أغسطس 1922 في براونزفيل في الولايات المتحدة، وتوفيت في 1988.